# Sample Analysis at Mars

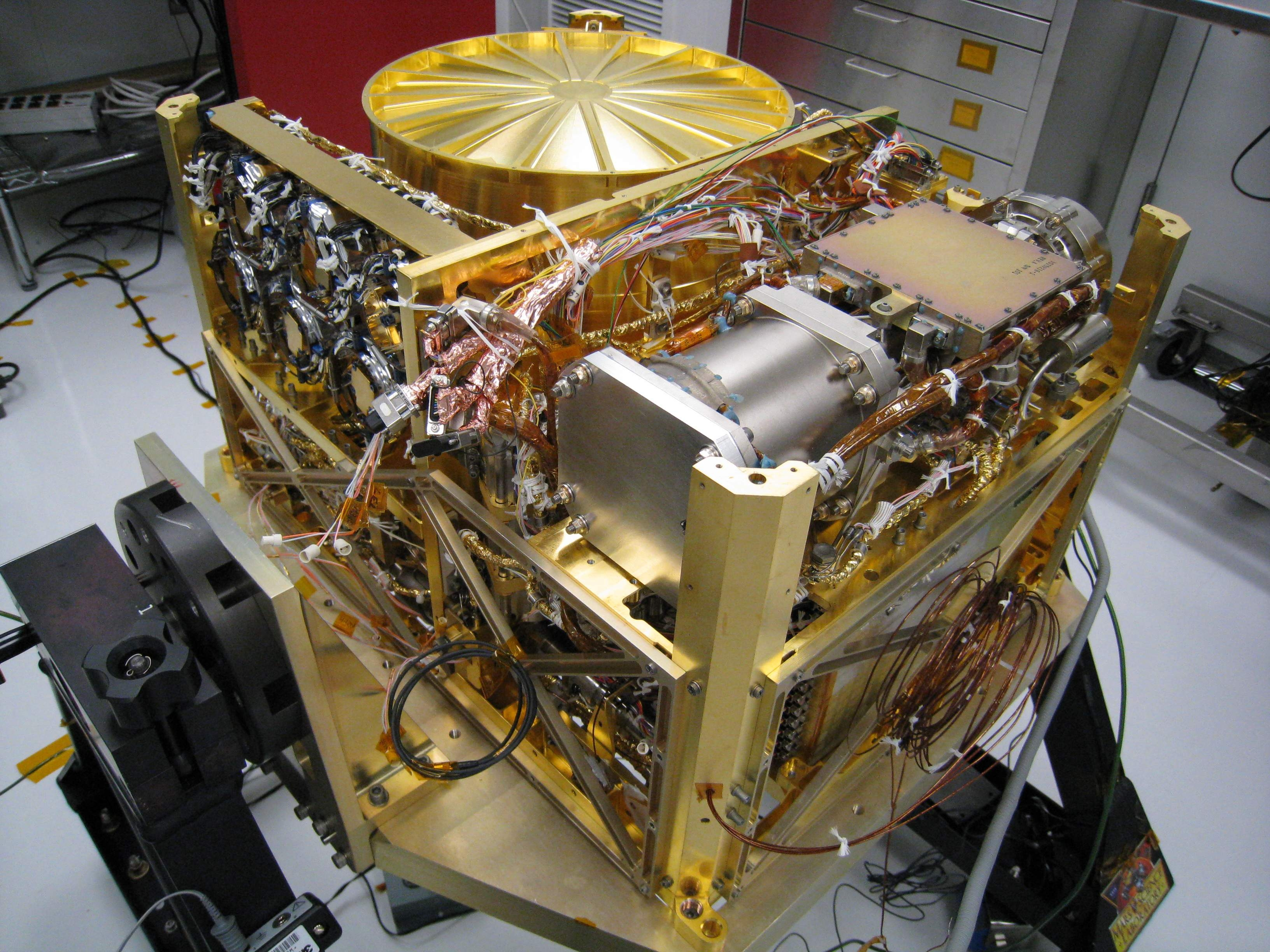
Le mini laboratoire SAM chargé d'analyser les échantillons recueillis par le rover martien Curiosity.

Sample Analysis at Mars (en anglais analyse d'échantillons sur Mars) ou SAM est un ensemble d'instruments de mesure embarqué à bord du rover martien de la NASA Curiosity  qui s'est posé sur la planète Mars en 2012. L'instrument doit fournir la composition chimique (moléculaire, élémentaire et isotopique) de  l'atmosphère de Mars et du sol martien. Cette suite d'instruments est essentiellement destinée à la recherche d'indices possibles de vie passée sur Mars, ou d'une activité prébiotique, principalement par la recherche et la caractérisation des molécules organiques qui pourraient se trouver dans le sol martien,,.

## Instruments
SAM comprend  trois instruments :
- le chromatographe en phase gazeuse GC (Gas Chromatograph) sépare les composants organiques des échantillons martiens sous forme gazeuse. Les échantillons peuvent provenir de l'atmosphère de Mars ou du traitement thermique et chimique des échantillons solides collectés par le rover Curiosity. Les composés ainsi séparés peuvent être identifiés et envoyés vers l'instrument QMS pour obtenir une information sur la structure des molécules. La séparation est effectuée à l'aide de six colonnes chromatographiques, chaque colonne étant réservée à une famille de composés chimiques[4],[5],[6],[7] ;
- le spectromètre de masse à quadrupôle QMS (Quadrupole Mass Spectrometer) est utilisé pour analyser les gaz de l'atmosphère ou les produits obtenus par échauffement d'un échantillon du sol martien. Il est capable de déterminer les composants ayant une masse atomique comprise entre 2 et 535 Daltons[2],[8] ;
- le spectromètre à absorption laser modulable TLS (Tunable Laser Spectrometer) permet d'obtenir des ratios précis des isotopes de carbone et d'oxygène dans le dioxyde de carbone et de mesurer les traces de méthane sur Mars et ses isotopes du carbone[9],[8],[6],[7].

## Alimentation de l'instrument et préparation des échantillons
SAM est alimenté soit par un système de prélèvement des gaz de l'atmosphère intégré à SAM soit par le bras articulé du rover qui collecte des échantillons dans le sol au moyen d'un foret. SAM est situé comme l'instrument CheMin, dans la partie avant du corps du rover Curiosity, avec des ouvertures débouchant sur le pont supérieur pour introduire les échantillons solides et d'autres sur l'avant du rover pour l'obtention d'échantillons gazeux. L'instrument SAM comprend un système de manipulation des échantillons solides SMS (Sample Manipulation System), un système de préparation d'échantillons (pyrolyse, dérivatisation, combustion, enrichissement) CSPL (Chemical Separation and Processing Laboratory) et des moyens de pompage.

## Développement de l'instrument
SAM est développé par le Centre de vol spatial Goddard de la NASA avec une participation des laboratoires français LATMOS et LISA qui fournissent l'instrument GC,,.